# مراجع بيانات العناصر الكيميائية
تجمع هذه الصفحة القيم الموصى بها لعدة خصائص للعناصر بالإضافة إلى العديد من المراجع المتعلقة بالعناصر الكيميائية.